# 中國盜墓史
盗墓，又叫掘冢、掘坟、掘墓、抇墓、发丘等。掘冢，奸事也，但因为中国传统的厚葬风习，事死者如事生 。盗墓，这样的社会文化现象，自古就没停止过，对此陳夢家曾表示是“山川效靈”、“地不愛寶”，陕西省考古研究所副所长张建林曾说“百墓九十九空”，能免于洗劫者，少之又少。早在《吕氏春秋》里就有盗墓的记载，因陵墓“具珠玉玩好财物宝器甚多”，于是“无不抇之墓也”，“大墓无不抇也”。历史上的名人如：刘去、曹操、董卓、黄巢、温韬、刘豫、杨辇真珈、孙殿英等都曾盗发坟陵。

## 盗墓的缘故

### 出自财产追求
这是大部分盗墓者的缘故，“抇之必大富，世世乘车食肉”。盗墓與中國自古盛行的厚葬风气有关。春秋战国盗墓活动出现后，很快就发展到“上强以威严重罪禁之，犹不可止”的程度。民間歷來也有“想要富，盜古墓”之說，甚至有的整村的人都从事盗墓活动。盜墓者一般會成群结队，人數在兩人以上，五人以下，可能一同進墓室盜取財物後，先出墓道者產生了獨呑之念，對未出者下了毒手。

### 出自复仇心理
这样的例子有春秋战国齐懿公在未登王位的时候因与人争田争不过，等到他登上王位后就挖掘人家的坟墓，断其尸体的脚，而最著名的掘墓复仇例子，莫过于伍子胥为父兄复仇而掘墓鞭尸。公元前506年，孙武、伍子胥率领吴军攻破楚国都城郢，伍子胥为报父仇而掘楚平王陵墓，将他的尸体挖了出来，并“鞭尸三百”。但是对于伍子胥掘墓鞭尸故事的真实性，也有不少人提出怀疑，如顾炎武就结合更多的文献中认为伍子胥复仇仅仅是“鞭墓”而已，“鞭尸”是后人以讹传讹罢了。而《汉书》等史书也是持“鞭墓”之说。

### 其他复杂的文化因素
醫療需要，如解剖學需要大量屍體，其來源之一就是盜墓取屍。但由於古代中國解剖學不發達，此例甚少。又比如好奇，这样最出名的例子有郭沫若因考古研究力主挖掘明定陵。出於受人唆使，比如紅衛兵。出於迷信風俗，《春秋繁露》说到民间求雨礼俗，有“取死人骨埋之”。《艺文类聚》卷一〇〇引《神农求雨书》也有類似说法。山东每遇旱灾，则发掘新葬冢墓，残其肢体，称作“打旱骨桩”。袁枚《子不语》中“旱魃”条可见发墓启棺，“获而焚之，足以致雨”的说法。另外還有故意破坏王者龍脈的说法，三国吴主孙皓听说荆州有王气，于是发动民众挖掘当地的贵族大臣冢墓。

## 盗墓的形式

### 民间自发的盗墓
这是最常见的形式，经年不断。

### 军政集团组织的盗墓
这样的例子可见项羽、曹操、孙权、孙殿英。

## 反盗墓
有盗墓，就有反盗墓，有设伏弩、伏火、弓矢与沙的，也有设假坟疑冢的。
比如秦始皇陵的防盗结构，是“机弩矢”在其死后下葬，为了不使施工人员和藏事劳务人员将有关陵墓结构和封藏的信息泄露给世人，秦二世采取了全数杀害“工匠”和“臧者”的手段。
而孔子的坟西侧则有弟子为其设五座假坟。而所谓的曹操设“七十二疑冢”之说只是南宋以后杜撰起来的民间传说而已。

## 历史实例

### 春秋战国
宋文公墓與齐庄公墓在国家未亡的时候就已经被盗掘。《吕氏春秋·安死》记载:当时的一些盗墓贼“视名丘大墓葬之厚者，求舍便居，以徽桕之，日夜不休，必得所利，相与分之。”
吴王阖闾葬后十几年就被死对头越人掘墓。

### 秦朝
秦始皇前代君王秦惠文王、秦武王、秦昭襄王、秦孝文王、秦庄襄王5座陵墓也被秦末起义军所挖掘。
有些史书，如《史记》《汉书》说项羽掘秦始皇陵，《汉书》：“骊山之作未成，而周章百万大师至其下矣。项籍焚其宫室营宇，往者咸见发掘，其后牧儿亡羊，羊入其凿，牧者持火照球羊，失火烧其藏椁。自古至今，葬未有盛如始皇者也。数年之间，外被项籍之灾，内离牧竖之祸，岂不哀哉。”《水经注·渭水》记载：“项羽入关发之，以三十万人，三十日运作物不能窜，关东盗贼销椁取铜，牧羊人寻羊烧之，火延九十日不灭。”
但以现在掌握的通过长期认真考古调查和发掘所获得的资料分析，有的学者认为秦始皇陵未曾经有过大规模盗掘。项羽当年所破坏的，可能只是陵园的地上建筑而已。即使“牧火”传说属实，也应该只是局部的破坏。他们都没有使秦始皇陵的核心部分--地宫受到损害。

### 漢朝
《西京雜記》記載西漢廣川王劉去，“好聚無賴少年游獵，游弋無度，國內塚藏，一皆發掘。爰猛說，大父為廣川王中尉，每諫王不聽，病免歸家，說王所發掘塚墓，不可勝數，其奇異者百數。”《太平广记》记载，一次在掘开且渠墓时，刘去被吓得半死，棺內的死人竟然栩栩如生，“肌肤颜色有如生人，鬓发牙齿，不异生人。”，急忙退出，重新封好。
“既发傅太后冢，崩压杀数百人；开丁姬椁户，火出炎四五丈，吏卒以水沃灭乃得入，烧燔椁中器物。”（《汉书·外戚传》卷97）
王充《论衡·死伪篇》（卷第21）“亡新改葬元帝傅后，发其棺，取玉柙印玺送定陶，以民礼葬之。发棺时，臭憧于天，洛阳丞临棺，闻臭而死。”
王莽覆亡之際，出現大規模的盜墓運動，如有女屍，甚至予以屍姦。《後漢書》：“發掘諸陵，取其寶貨，遂污辱呂后尸。凡賊所發，有玉匣殮者率皆如生，故赤眉得多行淫穢。”
汉献帝初平元年（190年），董卓曾派吕布遍掘东汉帝陵与公卿陵墓，取其金银珠宝以充军饷。《三国志》记载，“初平元年二月，乃徙天子都长安。焚烧洛阳宫室，悉发掘陵墓，取宝物。”《汉纪五十一》（卷五十九）称，“卓自留屯毕圭苑中，悉烧宫庙，官府、居家，二百里内，室屋荡尽，无复鸡犬。又使吕布发诸帝陵及公卿以下冢墓，收其珍宝。”
《太平广记·再生一》（卷375）“李娥复生”条，“汉末，武陵妇人李俄，年六十岁，病卒，埋于城外，已半月。俄邻舍有蔡仲，闻俄富，乃发冢求金。以斧剖棺，俄忽棺中呼曰：‘蔡仲护我头。’仲惊走，为县吏所收，当弃市。”

### 三國時期
曹操因軍費困難，設“發丘中郎將”、“摸金校尉”等職，發兵盜掘永城芒碭山（今河南商丘永城芒碭山）的漢梁孝王墓。《水经注疏》记载：“操发兵入砀，发梁孝王冢，破棺，收金室数万斤。”袁绍的幕僚陈琳起草讨曹“檄文”：“梁孝王，先帝母弟，坟陵尊显，松柏桑梓，犹宜恭肃。操率将吏士，亲临发掘，破棺裸尸，至今圣朝流涕，士民伤怀。又署发丘中郎将、摸金校尉，所过毁突，无骸不露。”魯迅說，“曹操設了‘摸金校尉’之類的職員，專門盜墓”。曹操生前提倡薄葬、秘葬，身後建72座陵墓，南宋的《舆地纪胜》記載，“曹操殁后恐人发其冢，乃设疑冢七十二”，千百年來，盜墓者不計其數，但誰也沒發掘出真正的曹操墓。《聊斋志异·曹操冢》（卷10）记载，“许城外有河水汹涌，近崖深黯。盛夏时有人入浴，忽然若被刀斧，尸断浮出；后一人亦如之。转相惊怪。邑宰闻之中，遣多人闸断上流，竭其水。见崖下有深洞，中置转轮，轮上排利刃如霜。去轮攻入，中有小碑，字皆汉篆。细视之，则曹盂德墓也。破棺散骨，所殉金宝尽取之。”
黄初末年（226年）孙权攻下长沙，下令掘長沙王吴芮墓为父孙坚建庙，見吴芮“容貌如生”。《三国志》載：“黄初末，吴人发长沙王吴芮冢，以其塼于临湘为孙坚立庙。芮容貌如生衣服不朽。”當時在場者有一位吳芮的十六世孫吳綱，“后豫发者见吴纲曰：‘君何类长沙王吴芮，但微短耳。’”吴纲也覺得十分诧异，究底是怎麼一回事，“‘（吴芮）是先祖也，君何由见之？’见者言所由，纲曰：‘更葬否？’答曰：‘即更葬矣。’自芮之卒年至冢发，四百余年，纲，芮之十六世孙矣。”
《太平广记·墓冢》（第389卷）“王粲”条：“魏武北征蹋顿，升岭眺瞩，见一岗不生百草。王粲曰：‘必是古冢。此人在世，服生礜石，死而石气蒸出外，故卉木焦灭。’即令凿看，果大墓，有礜石满茔。一说，粲在荆州，从刘表登鄣山，而见此异。曹武之平乌桓，粲犹在江南，此言为当。”
虞喜《志林》：“鍾繇見蔡邕《筆法》於韋誕坐，苦求不與，捶胸嘔血，太祖以五靈丹救之，誕死，繇盜發其墓，遂得之。”然而史實上韋誕死時，鍾繇已離世二十多年，極有可能是虛構的。

### 晉朝
晉咸寧五年（279年），一說晉武帝太康二年（281年）汲郡人不准盜發魏襄王墓，得竹書數十車，有十幾萬根竹筒，皆科斗文書寫，稱之“汲塚古文”、“汲冢书”。後經荀勗、束皙、和嶠等人整理，得《竹書紀年》十三篇以及《穆天子传》、《琐语》等书。
张守节《史记正义》引时编地理书《括地志》称，“齐桓公墓在临菑县南二十一里牛山上，亦名鼎足山，一名牛首堈，一所二坟。晋永嘉末，人发之，初得版，次得水银池，有气不得入，经数日，乃牵犬入中。” 
咸和七年（333年）石勒病死，夜里偷偷下葬，同时抬出了十多具棺材，以迷惑老百姓，“夜瘗（yì 埋葬）山谷，莫知其所，备文物虚葬，号高平陵。”石勒病危时，為防盜墓，曾下遗诏：“三日而葬，内外百僚既葬除服，无禁婚娶、祭祀、饮酒、食肉，征镇牧守不得辄离所司以奔丧，敛以时服，载以常车，无藏金宝，无内器玩。大雅冲幼，恐非能构荷朕志。中山已下其各司所典，无违朕命。大雅与斌宜善相维持，司马氏汝等之殷鉴，其务于敦穆也。中山王深可三思周霍，勿为将来口实。”
《资治通鉴·晋纪》卷100载，东穆武帝升平三年（359年），前燕皇帝慕容儁（jùn 古同“俊”）梦见石虎咬其膀子，醒後怒掘显原陵，欲鞭尸泄忿，没有找到石虎的尸体。于是慕容儁“购以百金，鄴女子李菟知而告之，得尸于东明观下，僵而不腐。”，“儁蹋而骂之曰：‘死胡，何敢怖生天子！’数其残暴之罪而鞭之，投于漳水，尸倚桥柱不流。”
“（南燕献武帝慕容德）其月死，即义熙元年也，时年七十。乃夜为十余棺，分出四门，潜葬山谷，竟不知其尸之所在。”（《晋书·慕容德载记》（卷127））
晋安帝义熙九年（413年），有人盗发卞壶墓，“剖棺掠之，壶面尸如生，两手悉拳，爪生达背”。

### 南北朝
宋人刘敬叔的《异苑》：“元嘉中，豫章胡家奴开邑王冢，青州人开齐襄公冢，并得金钩，而尸骸露在岩中俨然。兹亦未必有凭而然也，京房尸至义熙中犹完具，僵尸人肉堪为药，军士分割食之。”
南齐初年，襄阳有盗贼发掘了一位楚王的墓葬，挖出大量的宝物玉屐、玉屏风、竹简书、青丝编。简书宽数分，长二尺，表皮和竹节都像新的一样。盗窃者把它拿来点火照明，后来有人得到十余简，拿给抚军王僧虔看，僧虔说是用蝌蚪文字书写的《考工记》、《周官》的遗缺内容。
东魏武定五年（547年），高欢死，便葬于鼓山石窟寺。《资治通鉴》卷一六〇云：“〔太清元年八月〕甲申，虚葬齐献武王于漳水之西，潜凿成安鼓山石窟佛寺之旁为穴，纳其柩而塞之，杀其群匠。”《永乐大典》卷一三八二四《智力寺条》引《元一统志》云：“寺在磁州武安县，齐高欢薨于太原，默置（棺椁）于（磁州）鼓山（智力寺）天宫之旁，即此滏阳，乃虚陵也。”
《南史·杜崱传》记载，岳阳王萧察“察命拔其舌，脔杀而烹之。尽诛诸杜宗族亲者，幼弱下蚕室，又发其坟墓，烧其骸骨，灰而扬之，并以爲漆惋。及建邺平，崱兄弟发安宁陵焚之，以报漆惋之酷，元帝亦不责也。”
《梁书·侯景列传》（卷56），“遣掘王僧辩父墓，剖棺焚尸。王僧辩等进营于石头城北，景列阵挑战。”
《陳書》記載，陳叔陵“好遊塚墓間，遇有塋表主名可知者，輒令左右發掘，取其石志古器，並骸骨肘脛，持為玩弄，藏之庫中”。
陈朝初年，征北军人盗发晋郗昙墓，“大获晋右将军王羲之书及诸名贤遗迹”。
《北史·列傳第七十二孝行》記載：“及陈灭，颁（王頒）密召父（王僧辯）时士卒，得千余人，对之涕泣。其间壮士或问颁曰：‘郎君来破陈国，灭其社稷，雠耻已雪，而悲哀不止者，将为霸先早死，不得手刃之邪？请发其丘垄，断榇焚骨，亦可申孝心矣。’颁顿颡陈谢，额尽流血，答之曰：‘其为帝王，坟茔甚大，恐一宵发掘，不及其尸，更至明朝，事乃彰露，若之何？’诸人请具锹锸，一旦皆萃。于是夜发其陵，剖棺，见陈武帝须并不落，其本皆出自骨中。颁遂焚骨取灰，投水而饮之。”。

### 唐朝
唐詩中有所谓“荒冢入锄声”，“髓髅半出地”等诗句，“堅（韋堅）始鑿潭，多壞民冢墓，起江、淮，至長安，公私騷然。及得罪，林甫遣使江、淮，鉤索堅罪，捕治舟夫漕史，所在獄皆滿。郡縣剝斂償輸，責及鄰伍，多裸死牢戶。林甫死，乃止。”
唐代宗大历二年（767年）郭子儀在靈州（今寧夏靈武縣）大破吐蕃。是年十二月，有盗墓贼掘郭子仪之父的坟墓。朝廷擔心他發兵謀叛，事發後郭子儀入朝，郭子儀流涕說：“臣久主兵，不能禁暴，军人残人之墓，固亦多矣。此臣不忠不孝，上获天谴，非人患也。”
穆宗長慶元年（821年），張弘靖任幽州節度使，鑑於地方民風兇悍，又尊安祿山、史思明為「二聖」，多改習俗，“發（安）祿山墓，毀其棺柩，人尤失望”。（《旧唐书》）
《资治通鉴》记载，昭宗李晔乾宁二年（895年）发生“侵犯帝陵”事件；昭宗天复二年（902年）简陵遭盗。

### 五代
《资治通鉴》记载，“华原贼帅温韬聚众，唐帝诸陵发之殆遍。”
《新五代史·雜傳·溫韜傳》記載，後梁王開平二年（908年），「韜在鎮七年，唐諸陵在其境內者，悉發掘之，取其所藏金寶，而昭陵最固，韜從埏道下，見宮室制度閎麗，不異人間，中為正寢，東西廂列石床，床上石函中為鐵匣，悉藏前世圖書，鍾、王筆跡，紙墨如新，韜悉取之，遂傳人間，惟乾陵風雨不可發。」
宋朝程大昌《考古編》說：“史載溫韜概發唐陵，獨乾陵不可近，近之輒有風雨。”乾陵是考古學家公認至今尚未遭到盜堀的帝陵，唐末黃巢發四十萬大軍，直挖出一條40餘米深的大溝，沒找到墓道口。直至民國時期，盜墓者始終無法進入。
《周书·萧詧传》（卷48）记载，“去城三十里，城中觉之。蔡大宝乃辅詧母保林龚氏，登陴闭门拒战。会詧夜至，龚氏不知其败，谓为贼也，至晓见詧，乃纳之。岸等以詧至，遂奔其兄巘于广平。詧遣将尹正、薛晖等攻拔之，获巘、岸等，并其母妻子女，并于襄阳北门杀之。尽诛诸杜宗族亲者，其幼稚疏属下蚕室。又发掘其坟墓，烧其骸骨，灰而扬之。”

### 宋朝
冯梦龙编撰《古今笑史·痴绝部》中记录，“米芾好奇，葬其亲润州山间，不封不树。尝自诧于人，言莫有知其穴者。”
靖康年間，金人南下，北宋帝王陵寑被金国政权和「齊皇帝」刘豫掘开后，暴尸陵外，白骨遍野。
《宋史·地理志》（卷85）记“政和间，议朝谒诸陵，敕有司预为西幸之备，以蔡攸妻兄宋昪为京西都漕，修治西京大内，合屋数千间，尽以真漆为饰，工役甚大，为费不赀。而漆饰之法，须骨灰为地，科买督迫，灰价日增，一斤至数千。于是四郊冢墓，悉被发掘，取人骨为灰矣。”
《宋史·宋乔年传》（卷356）“方是时，徽宗议谒诸陵，有司预为西幸之备。昪治宫城，广袤十六里，创廊屋四百四十间，费不可胜。会髹漆，至灰人骨为胎，斤直钱数千。尽发洛城外二十里古冢，凡衣冠垄兆，大抵遭暴掘。”

### 元朝
張岱《西湖夢尋》載，南宋滅亡後，有盜墓賊挖開林逋的墳墓，只找到一個端硯和一支玉簪。
元人陶宗仪的《辍耕录》記载，元朝至元二十三年（1285年），杭州一位姓杨的和尚盗掘宋陵，发现宋徽宗棺内只有一根朽木。
元朝西藏藏传佛教僧人楊璉真伽盜掘南宋六陵，見宋理宗屍身保存完好，將屍體倒掛在樹上三天，結果流出水銀，又以理宗頭蓋骨奉給帝師八思巴為飲器，是為骷髏碗。史稱自此之後，“江南掘墳大起，天下無不發之墓矣”。明朝建立後，明太祖得知此事，「嘆息良久」，派人找回理宗的頭顱，洪武二年（1369年）以帝王禮葬於應天府（江蘇南京），次年又將理宗的頭骨歸葬到紹興永穆陵舊址。

### 明朝
在明朝，盜發墳陵是重罪。《明會典·刑律条》：“凡谋反及大逆（谓谋毁宗庙、山陵及宫阙），但共谋者，不分首从，皆凌迟处死。祖父、父、于、孙、兄、弟及同居之人，不分异姓及伯叔父兄弟之子、不限籍之同异，年十六以上，不论笃疾、废疾，皆斩，其十五以下，及母女、妻妾、姊妹，若子之妻妾，给付功臣之家为奴，财产入官；若女许嫁已定归其夫，子孙过房与人及聘妻未成者，俱不追坐（下条准此）。知情故纵、隐藏者斩。有能捕获者，民授以民官，军授以军职，仍将犯人财产合给充赏。知而首告，官为捕获者，止给财产。不首者杖一百，流三千里。”
明代顧起源《客座贅語》一書記載，成化十一年（1485年），秦檜墓被盜發，盜墓者“獲金銀器具巨萬”，這個案件後來宣布偵破，盜墓賊被逮獲，但官員有意減輕賊人的刑責，原因大抵是秦檜在歷史上已是遺臭萬年。
万历年间，有乡民盗发唐相李林甫妻墓，宦官陈奉“悉发境内诸墓”。万历二十八年十二月，激起民变。王士性著《广志绎记》述及洛阳盗墓者的活、窝、点、捣、琢、简、攻、取物等方法，還提及洛阳铲。
《明史·广西土司列传》（卷318）称，“苏会目兵追围之武陵寨，瓛等遂发真宝父母墓，焚其骸，分兵占据诸洞寨。”
《明史·阉党列传》（卷306）记载，“大盗赵鐩入泌阳，火之，发窖多得其藏金，乃尽掘其先人冢墓，杂烧以牛马骨。”
《明史·流贼列传》（卷309）记载，“又陷宝庆、常德，发故督师杨嗣昌祖墓，斩其尸见血。”

### 清朝
《清史稿·姚立德傳》卷325記載，吏部侍郎姚立德為官嚴謹，“陽穀民王倫為亂，立德分守東昌，城圮難守，引運河水繞城壕，恃以為固；檄發倫先墓，磔其屍。”
袁枚《子不语》“掘冢奇报”条，載“以发冢起家”的朱某发富人坟，石椁坚不可开，于是纠同僧人诵咒开椁，“诵咒百余，石椁豁然开，中伸一青臂出，长丈许，攫僧入椁，裂而食之，血肉狼藉，骨坠地，琤琤有声。”
毕沅《吕氏春秋新校正》说到关中“奸人掘墓”的方式：“率于古贵人冢旁相距数百步外为屋以居，人即于屋中穿地道以达于葬所，故从其外观之，未见有发掘之形也，而藏已空矣。”
同治皇后阿魯特氏死後被堀棺，衣服被剝光，剖其肚腹。民國政府調查人員進入惠陵地宮，見阿魯特氏的屍體被扔在地宮的東南角，腸子外淌，面容完好。
1905年建造陇海铁路，在洛阳邙山毁损唐代墓葬，发现颇多的唐三彩陶器。古董商将其运至北京，引起学者王国维、罗振玉等的高度重视，出土的唐三彩被修复成功，引发了收藏熱潮。商人们見有利可圖，“大索于邙洛之间”，持续40多年的大规模盗墓活动。《鲁迅日记》載，1913年2月2日，“往琉璃厂，购得北邙所出冥器五具，银六元……又独角人面兽身物一，有翼，不知何名”。

### 中華民國
《時事白話》記載1928年軍閥孫殿英盜慈禧太墓，發現隨葬的宮人用前後兩塊玉石夾住。盗陵案被报道后，全國嘩然，蒋介石下令阎锡山查办盗陵案。孙殿英将两颗朱红朝珠送给戴笠，又將九龙宝剑贈蒋介石，翡翠西瓜送给宋子文，夜明珠送给宋美龄。
1928年韩复榘部队进驻洛阳，古玩商人高理财、李倬亭等即向韩献策，在洛阳东大街龙王庙成立“古物特税局”。古玩商人取得了合法经营权利，盗掘买卖之风更炽。
抗戰時期，东京帝国大学驹井和爱等考古人员盗掘周公庙附近的古宫殿遗址。
商承祚《長沙發掘小記》寫，“解放前，長沙盜墓甚熾。”長沙古墓葬“經土夫子盜掘，破壞無法統計”。有的戰國墓葬“前後被盜過六次”，“其破壞之甚，實令人髮指。”
据考古学家黄明兰研究，洛阳中共建政前出土了约5000方历代墓志，估計被盗掘古墓达5万座之多。这出土的數十万件文物中，95%都已流失海外。

### 中華人民共和國
明朝萬曆皇帝定陵经中华人民共和国国务院批准，1956年5月开始试掘，历时一年试掘成功，1957年打开玄宫。其玄宫由前室、中室、后室、左配室、右配室组成，石条起券，前室前面有隧道券，总面积1195平方米，出土文物3000多件。1959年9月30日，就定陵原址建为“定陵博物馆”，郭沫若题写馆名。1959年10月1日正式对外开放。1966年文化大革命爆发后，定陵遭到嚴重破壞，保存在定陵文物仓库中的萬曆帝、后的屍骨被紅衛兵以「打倒地主階級的頭子萬曆」的口號被揪出。1966年8月24日，萬曆帝、后的三具尸骨以及一箱帝后画像、资料照片等被抬到定陵博物馆重门前的广场上接受批斗并焚毁。
1998年1月，张少侠、许尔兴、刘克军、刘江海、宋彦军、范为民等六人，在洛阳偃师山盗掘恭陵。
河南《平原晚报》报道，2007年8月16日、17日两天夜里，张建义、李连章、何俊峰等人为首的盗墓者在河南省长垣县常村镇东刘庄南地盗挖一座古墓，被警方逮捕，警方先后抓到了16名成员。
2016年，中国国家文物局通报了103起墓葬被盗和文物失窃案件，但专家认为，还有许多案件未被发现。

## 另見
- 中國殯葬史

## 注解
1. ↑  语出自《吕氏春秋》安死篇
2. ↑  《汉书》卷二七下之下《五行志下之下》只作：鞭平王墓。
3. ↑  18世紀末19世紀初，英國解剖學蓬勃發展，醫學院或學生從盜屍賊手裡購買大量屍體，可見《歐洲醫療史五百年》卷二“醫學與分化”一書，作家史帝芬生就寫有《盜屍賊》一書。